# شهر
شهر () مکانی با تراکم بالای جمعیت و مرکزیت سیاسی، اداری و تاریخی است که در آن، فعالیت اصلی مردم، غیر کشاورزی است و دارای مختصات شهری بوده که از طریق دولتی محلی، اداره می‌شود.
با توجه به رشد سریع شهرنشینی در چند دهه اخیر، شهرها به عنوان بزرگترین مجموعه‌های زیستی‌ جهان پذیرای بیش از حد دو سوم جمعیت جهان تا سال ۲۰۳۰ خواهند بود. با گسترش این روند نهایتا کره زمین رو به سمت تبدیل شدن به یک جهان شهری می‌‌رود. (زانا)

## واژه
واژه شهر از ترکیب دو کلمه شه و هر ساخته شده به معنای کل بزرگ؛ و از پارسی میانه شهر و از پارسی باستان χşaθra- گرفته شده‌است. xšaθra در پارسی باستان به معنای پادشاهی بوده‌است. پولیس (زبان یونانی: πόλις) به معنای کلمه شهر یا شهرستان در یونان باستان بود. پرسپولیس نیز در برخی از منابع معنی شهر پارس (پاسارگاد) است.

## تعریف

### در جهان
واژه Urban در زبان انگلیسی و Urbain در زبان فرانسوی، از ریشه Urbanus لاتین، یعنی شهری یا متعلق به شهر و از Urbs که به شهر رم گفته می‌شد، می‌آید.
شهر، طی دهه‌های اخیر، از سوی اندیشمندان جغرافیا، جامعه‌شناسی، اقتصاد، جمعیت‌شناسی و برخی علوم دیگر، تعاریف متعددی از شهر ارائه شده‌است و جامعه شناسان از جمله انگلس و مارکس، شهر را محل تمرکز جمعیت، ابزار تولید، سرمایه، نیازها و احتیاجات و غیره می‌دانند که تقسیم کار اجتماعی، در آنجا صورت گرفته‌است. جغرافی دانان، شهر را منظره‌ای مصنوعی از خیابان‌ها، ساختمان‌ها، دستگاه‌ها و بناهایی می‌دانند که زندگی شهری را امکانپذیر می‌سازد.
مورخان، شهر را با توجه به قدمت آن، تعریف می‌کنند و از نظر اقتصاددانان، شهر به جایی گفته می‌شود که معیشت غالب ساکنان آن، بر پایه کشاورزی نباشد. جمعیت شناسان نیز، تعداد جمعیت یک نقطه را، ملاک شهری بودن آن نقطه می‌دانند. اندیشمندان طراحی شهری شهر را مجموعه پیچیدهٔ سازمان یافته‌ای می‌دانند که متشکل از سه مؤلفه اصلی کالبد، تصورات، و فعالیت می‌باشد، که پیوسته در حال تغییر و تحول است. شهرشناسان، شهر را محلی می‌دانند که بشر دست از زمین کشیده و فکر کردن را آغاز می‌کند.{نیازمند منبع}
با توجه به دیدگاه‌های گوناگون، تعریف‌های متفاوتی برای شهر، ارائه شده‌است. در بیشتر کوشش‌ها، برای تعریف بنیادی و اساسی شهر، دو ملاک در نظر گرفته شده‌است:
1. تعیین حداقل اندازه شهر، از نظر جمعیت
2. تعیین حد نصاب برای چگالی جمعیت (جمعیت نسبی).

ملاک دوم، ملاکی است که میلز، آن را برای تعریف شهر، تأیید می‌کند و بر روی آن اطمینان دارد.
شهر، منطقه‌ای است که در آن، زمین، برای خانه‌سازی، نسبت به سایر عوامل تولید، مخصوصاً، سرمایه، در مقایسه با نواحی اطراف آن، با شدت بیشتری، مورد استفاده قرار می‌گیرد. از آنجایی که مردم، معمولاً، در نواحی نزدیک به محل سکونت خود، کار می‌کنند؛ بنابراین، شهر، با دو عامل دیگر، یعنی، اشتغال بیشتر و تولید بیشتر کالا و خدمات، نیز، توصیف می‌شود. به‌طور کلی، شهر، منطقه‌ای است که نسبت تولید و سایر عوامل تولید به زمین، در آن، بیشتر از نواحی مجاور است. به‌طور کلی، شهرها دارای سیستم‌های پیچیده برای بهداشت، آب و برق، کاربری زمین، مسکن و ترابری هستند و از سادگی حاکم در روستاها دورند.

### در ایران
شهر، محلی است با حدود قانونی که در محدوده جغرافیایی بخش، واقع شده و از نظر بافت ساختمانی، اشتغال و سایر عوامل، دارای سیمایی با ویژگی‌های خاص خود، بوده؛ به‌طوری‌که اکثریت ساکنان دائمی آن، در مشاغل کسب، تجارت، صنعت، کشاورزی، خدمات و فعالیت‌های اداری، اشتغال داشته و در زمینه خدمات شهری، از خودکفایی نسبی، برخوردار و کانون مبادلات اجتماعی، اقتصادی، فرهنگی و سیاسی حوزه جذب و نفوذ پیرامون خود، بوده و حداقل، دارای ده هزار نفر، جمعیت باشد.
در هر نقطه که از نظر موقعیت و اهمیت، تشکیل شهرداری، ضرورت داشته باشد؛ ولو، جمعیت آن، به پنج هزار نفر، بالغ نشود؛ وزارت کشور، می‌تواند، در آن محل، دستور تشکیل انجمن و شهرداری بدهد. در زبان فارسی باستان، «شهر» را «خشت» می‌گفتند که به معنی پادشاهی بوده‌است. در اوستا این واژه به‌صورت «خَشَتَر» بوده که واژهٔ «شهر» در فارسی نو از همین واژهٔ اوستایی آمده‌است.
از سال ۱۳۳۵ معیارهای مشخصی برای تبدیل روستا به شهر در نظر گرفته شد که از جمله آن، داشتن حداقل ۵ هزار نفر جمعیت بود. این مقدار در سال ۱۳۶۵ به ۱۰ هزار نفر افزایش یافت تا اینکه با تغییر دوباره قانون در سال ۱۳۷۱، مقدار کمینه برداشته شد و هر نقطه دارای شهرداری به عنوان شهر شناخته شد. این تغییر قانون در دوره ده‌ساله ۱۳۷۵ تا ۱۳۷۸، باعث زایش بیش از ۴۰۰ شهر شد و نقش مهمی در افزایش درصد شهرنشینی ایران به بیش از ۷۰ درصد داشته‌است.
واژهٔ شهر در روزگار باستان مفهوم وسیع‌تری داشت و به معنای کشور، استان و ایالت و دولت به کار می‌رفت. این واژه بعدها با گذشت زمان مفهوم کوچک‌تری یافت و همپایهٔ شهر به معنای کنونی آن گردید.
واژهٔ شهر در زبان‌های اهالی شرق ایران با واژهٔ «کنتا» (kanta، کند) که به معنای «حصار و بارو» است، نزدیکی دارد؛ برای نمونه در «سمرکند» (سمرقند) که نامش در روزگار باستان «ماراکند» بود. در استان‌های شرق ایران، واژهٔ kanta-kantha به معنی شهر محفوظ مانده‌است. گمان می‌رود این واژه در روزگار باستان به معنای حصار، دیوار و بارو بوده که به صورتی دیگر عنوان ked-kad به مفهوم خانه را نیز داشته‌است. در سنگ‌نوشه‌های سدهٔ سوم میلادی به «استان»، stry (در متون پهلوی= sahr «شهر») می‌گفته‌اند و مناطق نیز شهر نامیده می‌شده‌اند. حال آن‌که مرکز استان یا پایتخت را «شهرستان» می‌خوانده‌اند. «شهر» توسط «شهردار» اداره می‌شده که در سدهٔ سوم میلادی احتمالاً یک شاه محلی بوده‌است و فرمانروایان استان‌ها را شخص شاهنشاه منصوب می‌کرد. مناطق یا شهرها توسط یک «شهرب» و یک «موبد» اداره می‌شدند. یک شهر یا ناحیه به «روستای» ها تقسیم می‌شد که شاید هر یک از چندین دهکده تشکیل می‌شدند. کوچک‌ترین واحد «ده» بود که یک دهقان یا دهگان ریاست آن را برعهده داشت.

## شهر و شهرنشینی

### تاریخ شهر و شهرنشینی

نمای هوایی از شهر شوش

تاریخ تغییرات کالبد شهرها، در دهه‌های اخیر، به صورت موضوعی مهم، درآمده‌است. نخستین سه تمدن جهان، بر اساس زمان آغاز آنها، بین‌النهرین، مصر و هند هستند که به تمدن‌های مرده، مشهور بوده و تمدن غربی، از همین سه تمدن، نشات گرفته‌است. تمدن چین، استثنای خارق‌العاده‌ای می‌باشد. فرهنگ خدشه‌ناپذیر آن، از ابتدای پیدایش، در سه هزاره پیش از میلاد، در حاشیه رود زرد تا قرن بیستم م. همچنان، تداوم داشته‌است.
شهر را باید دارای پیشینه‌ای بیش از هفت هزار ساله دانست که با فاصله اندکی از انقلاب نوسنگی، با تغییر شکل تدریجی جماعت‌های روستایی دائم، در خاورمیانه، ظاهر می‌شود و به صورتی پیوسته، تا امروز، گسترش می‌یابد؛ به نحوی که امروزه، به شکل زیست غالب بشری درآمده‌است. پیدایش شهرها، تحولی شگرف، در فرایند تاریخ بود.
شهر، در قلب کل نظام یونان باستان قرار دارد. تمدن یونان، زمانی به حوزه‌ای قدرتمند تبدیل شد و سخن از معجزه یونانی رفت که دولت-شهرهای یونانی بر پا شدند. سازمان شهر و آینده شهر، در مرکز تفکر یونانیان باستان قرار داشت.
انقلاب صنعتی، به عنوان محرکی نیرومند، با ایجاد نهادهای اقتصادی، اداری، سیاسی، اجتماعی و فرهنگی، ساختار شهرها را دگرگون کرد. بلکه تغییرات و تحولات شگرفی را در حیات اجتماعی شهر، به وجود آورد.

### دلایل وجود شهر
شهرها، خاصیت مشترکی دارند و آن، تمرکز افراد در یک فضا، برای برآوردن خواسته‌های مشترک شان است؛ بنابراین، تفاوت خواسته‌های مشترک افراد، در دوران گوناگون تاریخ است که باعث پیدایش نظریه‌های مختلف، دربارهٔ دلایل به وجود آمدن شهر، شده‌است؛ برای مثال، فوستل دوکولانژ، تاریخ‌نگار فرانسوی، معتقد است که شهرهای قدیمی را نباید، با شهرهای جدید، مقایسه کرد. در عصر حاضر، دلایل برتر، برای اثبات وجود شهر، دلایل اقتصادی است.

### اثرات احداث شهر
عمده‌ترین اثر انسان بر روی کره خاکی ایجاد مجتمع‌های زیستی به‌ویژه شهرها است. چرا که اغلب آثار به دلیل وجود شهرها و گسترش آن است که به وجود می‌آیند و رشد می‌کنند.

### اثرات شهر در محیط
- تغییر منظره (آمیختن محیط طبیعی و محیط مصنوعی) که در صورت ناهماهنگی این دو محیط، می‌تواند به زشتی مبدل گردد.
- ایجاد ارتفاعات مصنوعی و در نتیجه اثرگذاری روی سرعت و مسیر حرکت هوا.
- به وجود آمدن و انباشتگی زباله‌ها که طبیعت قادر به هضم آن‌ها نبوده و برای نابودی آن باید تدابیری اندیشید.
- گرم شدن محیط در اثر فعالیت‌های مختلف شهرها.
- تخریب محیط زیست مناسب برای برخی گیاهان و موجودات زنده.
- به وجود آمدن تغییرات جوی در نتیجه تغییرات پوشش‌های گیاهی.
- افزایش آلودگی محیط.
- تغییر در توپوگرافی زمین محل احداث شهرها.
- تغییرات در سطح آب‌های زیرزمینی.
- افزایش انواع مختلف آلودگی‌های صوتی.
- افزایش انواع مختلف آلودگی‌های بصری.
- افزایش انواع مسیرهای ارتباطی.[۱۹]

### نظریات شهرشناسی
نظریه‌های شهرشناسی در جهان: مانند تداوم دوره‌های تاریخی، شیوه تولید آسیایی، استبداد شرقی و … است. 
نظریه‌های شهرشناسی ایرانی: مانند راهبرد و سیاست سرزمینی جامعه ایران، از نظریه شهر به‌آبادی، رابطه شهروندی و ناشهروندی، مقیاس شهری و مقیاس تک بنا، شهر زندگی و … است.

### شهر آلفا
هنگامی که شهری گسترش می‌یابد تا به شهر دیگری می‌رسد، این منطقه شهری می‌تواند شهری مهم و گاهی، ابر شهر (مرکز جهانی)، قلمداد شود.

## انواع طرح‌های توسعه شهری در ایران

### طرح هادی شهری
طرح هادی شهری (Guide plan) بیشتر برای شهرهای کوچک و شهرهایی که تا حدود ۲۵۰۰۰ نفر جمعیت دارند، تهیه می‌شود.

### طرح جامع شهری
در حقیقت، طرح جامع (Master plan) را می‌توان سیستمی دانست که خط مشی اصولی و کلی سیاست‌های شهری را تعیین می‌کند. روش مطالعه و انجام یک طرح جامع شهری، عبارت است از مطالعه وضع موجود، تجزیه و تحلیل و نتیجه‌گیری از وضع موجود، تعیین اهداف و اولویت‌ها، انجام پیش‌بینی‌های لازم، ارائه طرح‌ها و برنامه‌های توسعه شهری و اجرای آن‌ها.

### طرح تفصیلی شهری
طرحی است که بر اساس معیارها و ضوابط کلی طرح جامع (Detailed plan)، نحوه استفاده از زمین‌های شهری را در سطح محلات مختلف شهر و موقعیت و مساحت دقیق زمین برای هر یک از آن‌ها و وضع دقیق و تفصیلی شبکه عبور و مرور و میزان تراکم جمعیت، تراکم در واحدهای شهری، اولویت‌های مربوط به مناطق بهسازی، توسعه و حل مشکلات شهری و موقعیت کلیه عوامل مختلف شهری در آن تعیین می‌شود.

## شاخص کیفیت زندگی
بهترین شهرهای جهان، به لحاظ شاخص کیفیت زندگی، عبارت‌اند از:
| رتبه | شهر       | کشور     | جمعیت (میلیون نفر) | شاخص کیفیت زندگی در سال ۲۰۱۰ |
| ---- | --------- | -------- | ------------------ | ---------------------------- |
| ۱    | وین       | اتریش    | ۱٫۸                | ۱۰۸٫۶                        |
| ۲    | زوریخ     | سوئیس    | ۰٫۴                | ۱۰۸                          |
| ۳    | ژنو       | سوئیس    | ۰٫۲                | ۱۰۷٫۹                        |
| ۴    | ونکوور    | کانادا   | ۰٫۶                | ۱۰۷٫۴                        |
| ۴    | اوکلند    | نیوزیلند | ۱٫۴                | ۱۰۷٫۴                        |
| ۶    | دوسلدورف  | آلمان    | ۰٫۶                | ۱۰۷٫۲                        |
| ۷    | فرانکفورت | آلمان    | ۰٫۷                | ۱۰۷                          |
| ۷    | مونیخ     | آلمان    | ۱٫۴                | ۱۰۷                          |
| ۹    | برن       | سوئیس    | ۰٫۱                | ۱۰۶٫۵                        |
| ۱۰   | سیدنی     | استرالیا | ۴٫۶                | ۱۰۶٫۳                        |

## نگارخانه

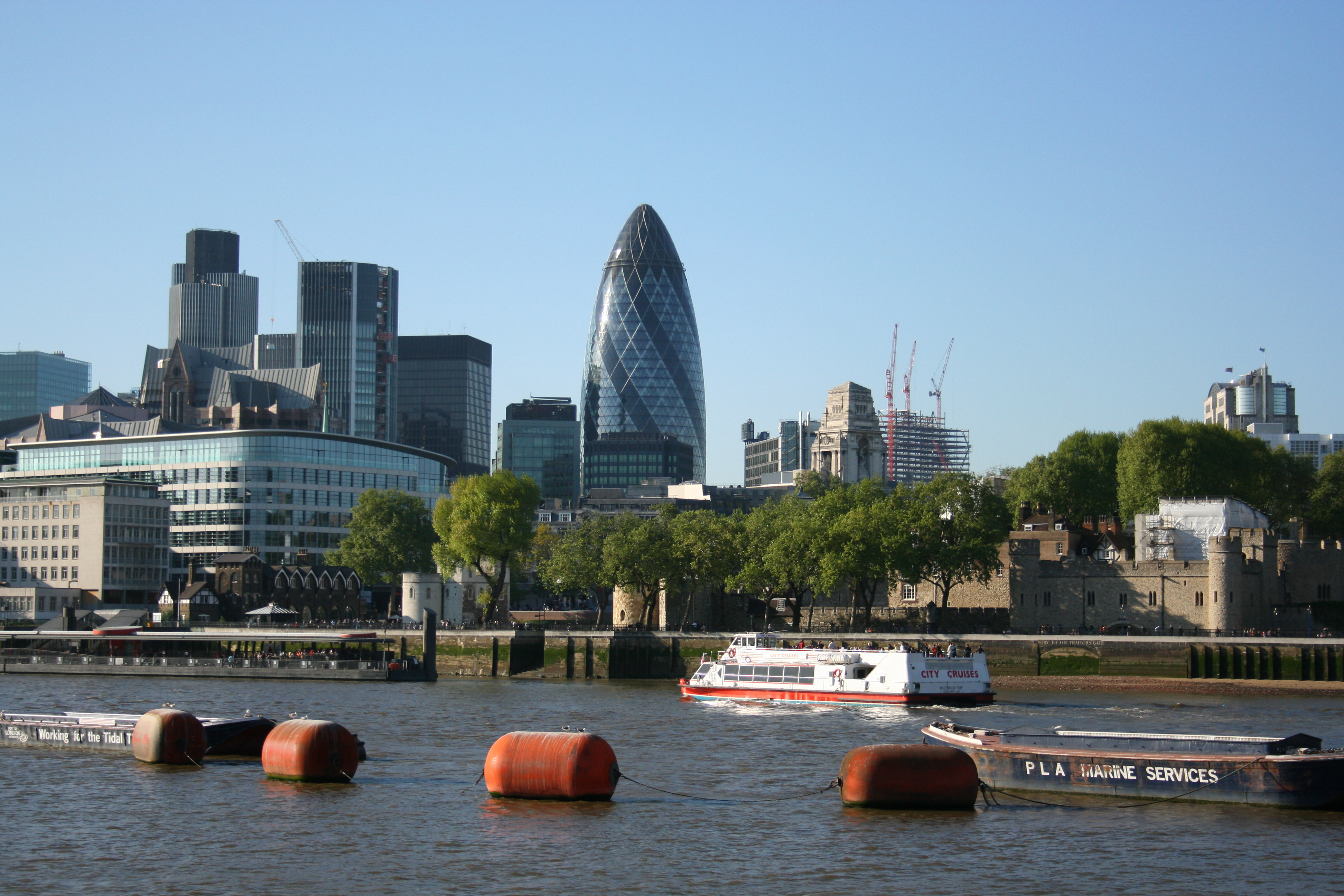
لندن، پایتخت بریتانیا
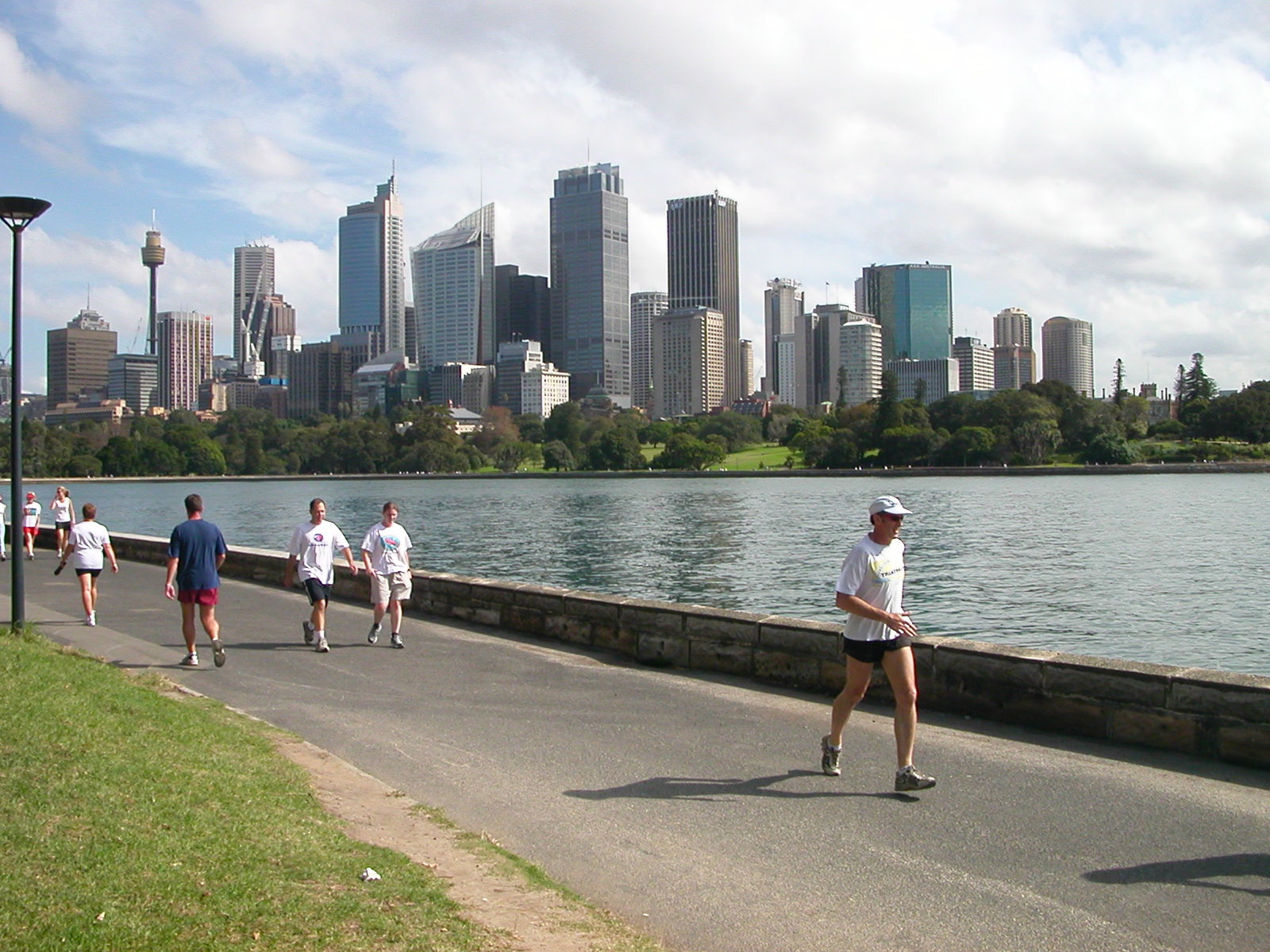
سیدنی، در استرالیا
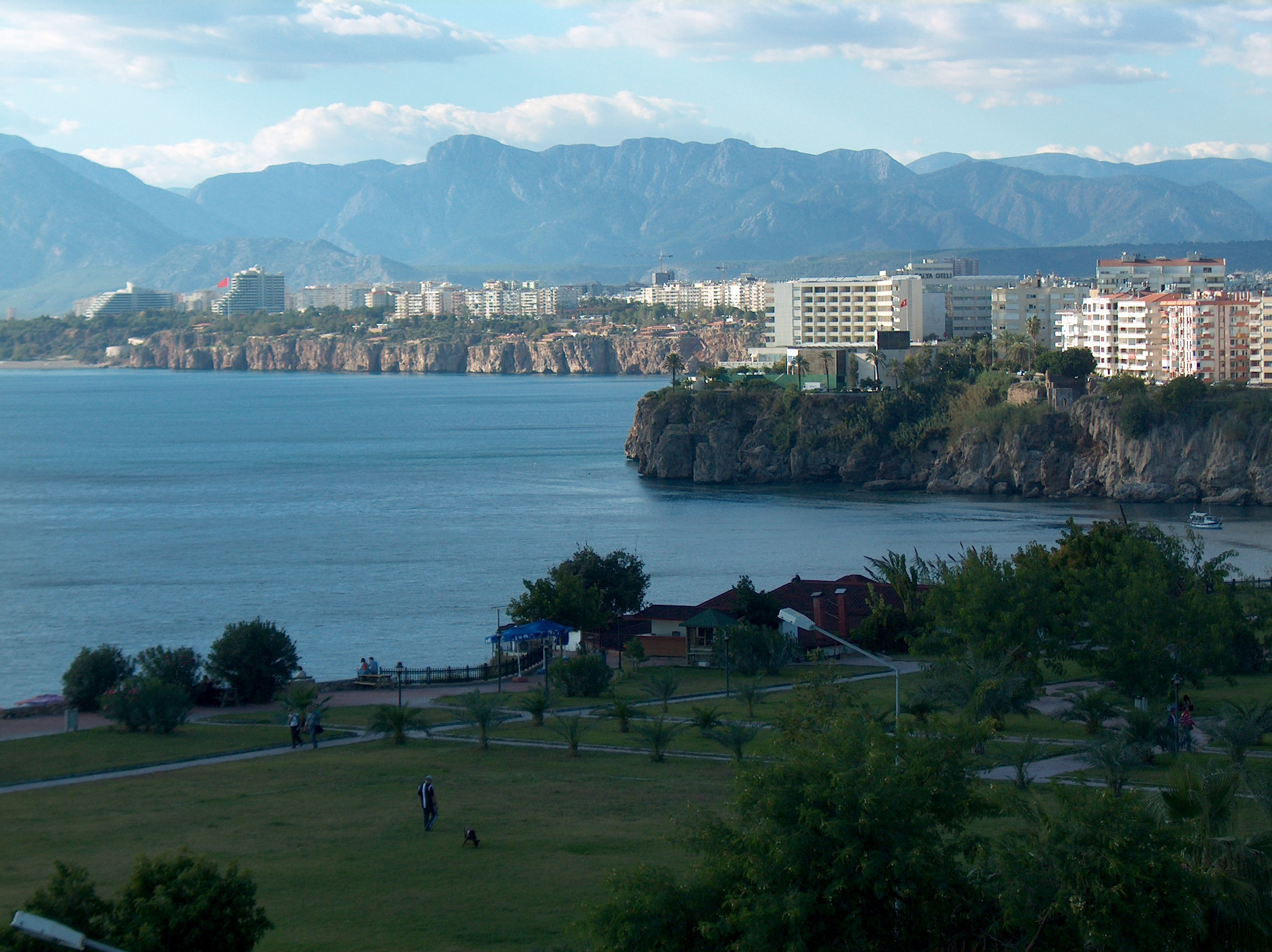
آنتالیا در ترکیه
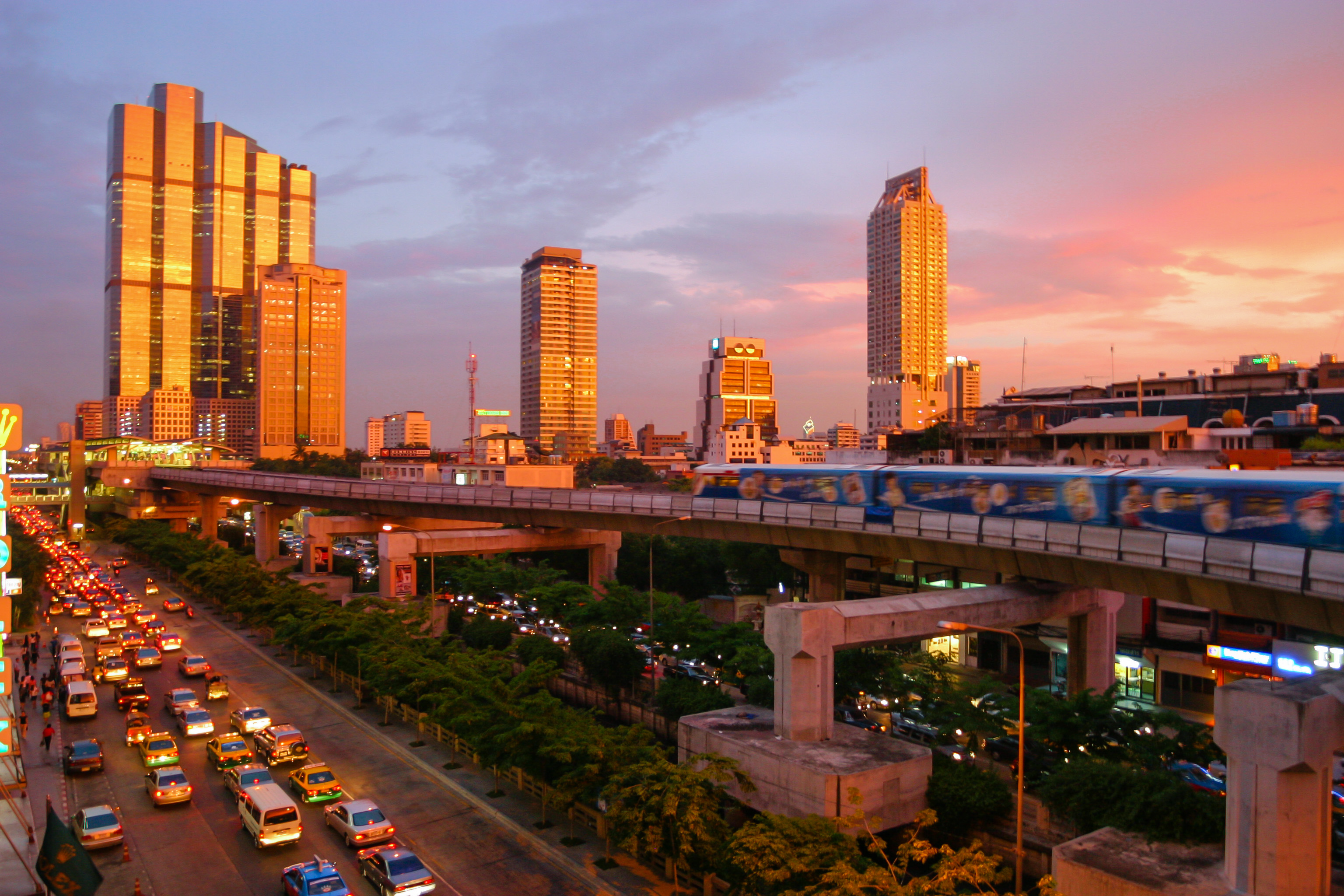
بانکوک، پایتخت تایلند